# William Morrison (wicehrabia)
William Shepherd Morrison, 1. wicehrabia Dunrossil GCMG (ur. 8 października 1893 w Torinturk, Szkocja, zm. 3 lutego 1961 w Canberze) – brytyjski polityk, członek Partii Konserwatywnej, minister w rządach Stanleya Baldwina, Neville’a Chamberlaina i Winstona Churchilla. W latach 1960–1961 gubernator generalny Australii i jedyna w historii osoba, która zmarła w trakcie zajmowania tego stanowiska.

## Życiorys

### Służba wojskowa i kariera zawodowa
Był szóstym z ośmiu synów rolnika Johna Morrisona i Marion McVicar. Wykształcenie odebrał w George Watson’s College oraz na Uniwersytecie Edynburskim. Tuż po ukończeniu studiów został powołany do armii i podczas I wojny światowej walczył we Francji. W 1915 r. został odznaczony Military Cross. Dosłużył się rangi kapitana i trzykrotnie został wspomniany w rozkazie dziennym. W sierpniu 1919 r. został zdemoblizowany. W 1923 r. został powołany do korporacji Inner Temple. W latach 1922–1929 był prywatnym sekretarzem sir Thomasa Inskipa. W 1934 r. został Radcą Króla. W 1923 i 1924 r. bez powodzenia startował w wyborach parlamentarnych.

### Kariera polityczna
W 1929 r. został wybrany z okręgu Cirencester and Tewkesbury do Izby Gmin, gdzie szybko stał się znany ze swojego zwyczaju cytowania podczas obrad dzieł Szekspira. W 1931 r. został parlamentarnym sekretarzem prokuratora generalnego, a w 1935 r. finansowym sekretarzem skarbu. Rok później stanął na czele resortu rolnictwa i rybołówstwa, a w 1939 r. został ministrem żywności. W latach 1940–1943 pełnił funkcję poczmistrza generalnego, a następnie został ministrem ds. miast i planowania przestrzennego.
W latach 1945–1951 był deputowanym opozycyjnym. W 1951 r. został wybrany na Spikera Izby Gmin, co oznaczało konieczność wycofania się z bieżącej polityki. Zrezygnował z tego stanowiska po ośmiu latach i – zgodnie z tradycją – jako były spiker otrzymał tytuł szlachecki wicehrabiego i miejsce w Izbie Lordów.

### Gubernator generalny Australii
Jeszcze w tym samym roku zapadła decyzja o nominowaniu go na gubernatora generalnego Australii. W tamtejszym społeczeństwie pomysł, aby stanowisko to znów pełnił Brytyjczyk, wzbudzał pewne kontrowersje, ale premier Robert Menzies uważał tę symboliczną w gruncie rzeczy nominację za dobry sposób na podkreślenie wciąż istniejących więzi między oboma krajami. Morrison, już jako Lord Dunrossil, objął stanowisko w lutym 1960. Zmarł nieoczekiwanie rok później. Po oficjalnych uroczystościach pogrzebowych został na życzenie rodziny pochowany w kościele św. Jana Chrzciciela w Reid.

## Życie prywatne
22 kwietnia 1924 r. poślubił Katherine Allison Swan. Miał z nią czterech synów. Najstarszy z nich, John William, odziedziczył tytuł wicehrabiego.